# Plateau de l'Ennedi
Pour les articles homonymes, voir Ennedi.
Le plateau de l'Ennedi est une succession de massifs dans le Sahara, au Nord-Est du Tchad. Il est frontalier du Soudan. Son point culminant se trouve à 1 450 mètres d'altitude.
Dans la classification du WWF, le plateau de l'Ennedi et les hautes terres du Ouaddaï au Tchad, avec le petit massif du djebel Marra au Soudan, constituent une écorégion terrestre discontinue, celle des forêts claires xériques d'altitude de l'Est du Sahara, appartenant au biome des déserts et brousses xériques.
Il comprend l'une des plus importantes gueltas du Sahara, la guelta d'Archei.

## Faune
Dans une partie reculée de cette guelta subsiste une population résiduelle totalement isolée de crocodiles du désert (alias crocodiles d'Afrique de l'Ouest) témoin des trois grandes périodes humides dont a bénéficié le Sahara (10 000 BP - 7500 BP, 6 500 BP - 4 500 BP et plus modestement 3 500 BP - 3 000 BP).
D'autres parties du plateau abritent une faune très riche : la hyène rayée, le lynx du désert (ou caracal), le blaireau à miel (ou ratel), la gazelle de Dorcas, le singe patas, le babouin ou le mouflon de Barbarie (ou mouflon à manchettes) y ont notamment été observés.
Au début des années 2020 ont été réintroduites l'autruche à cou rouge et l'antilope Addax.
Enfin au moins 199 espèces d’oiseaux le traversent sur leurs routes migratoires transcontinentales.

## Flore
Le plateau compte plus de 525 espèces végétales dont de nombreuses espèces endémiques.

## Population
Des traces d'occupation humaines du plateau plus 10 000 ans av. J-C ont été relevées.
Le plateau est notamment habité par plus de 10 000 Dazas (ou Goranes) qui appartiennent au  grand groupe toubou. Les Dazas sont des nomades qui ont quitté leur habitat traditionnel méridional de plaine pour remonter vers le nord du Tchad et parlent le dazaga, langue proche du teda.

## Culture

### Art rupestre
Le plateau compte de plus de 2 000 sites de gravures et de peintures rupestres datant dont les plus anciennes datent de plus de 5 000 ans av. JC,,, tels que Niola Doa, Terkeï, Mayguili, Sivré, Elikéo ou les grottes perchées de Manda Guéli.

## Protection
En 2016, le plateau a été classé au patrimoine mondial de l'UNESCO.
Le plateau de l'Ennedi abrite une réserve naturelle et culturelle de 40 000 km2, gérée par African Parks depuis 2019.

## Galérie

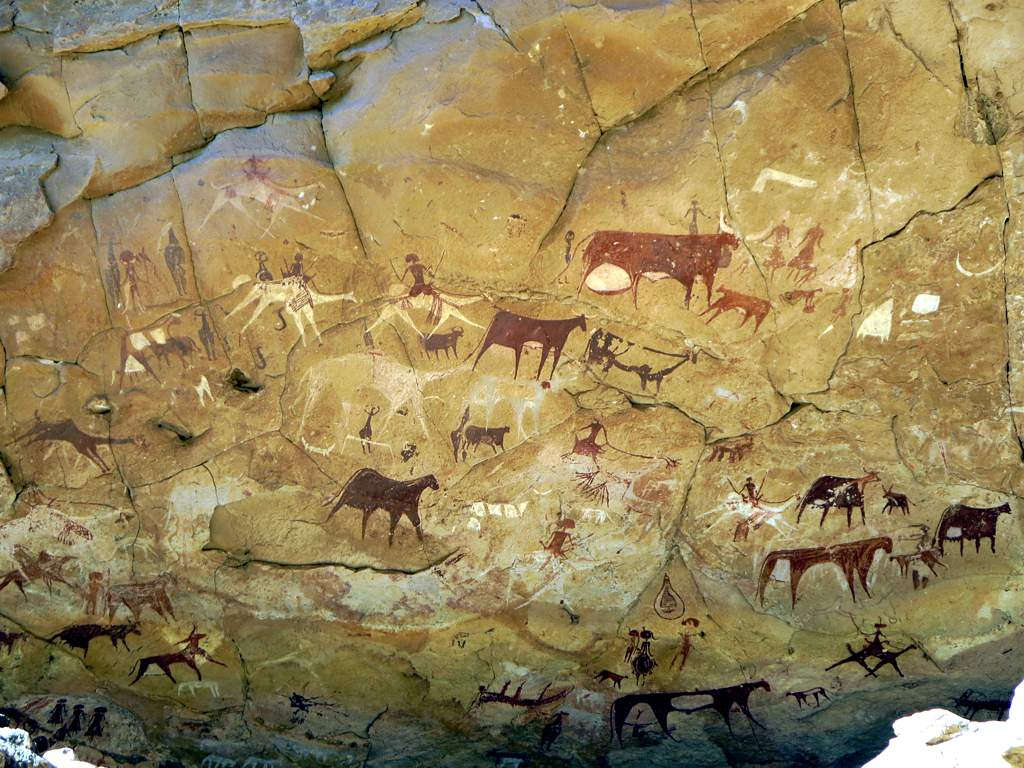
peinture rupestre sur une montagne à Manda Guéli  (Ennedi).
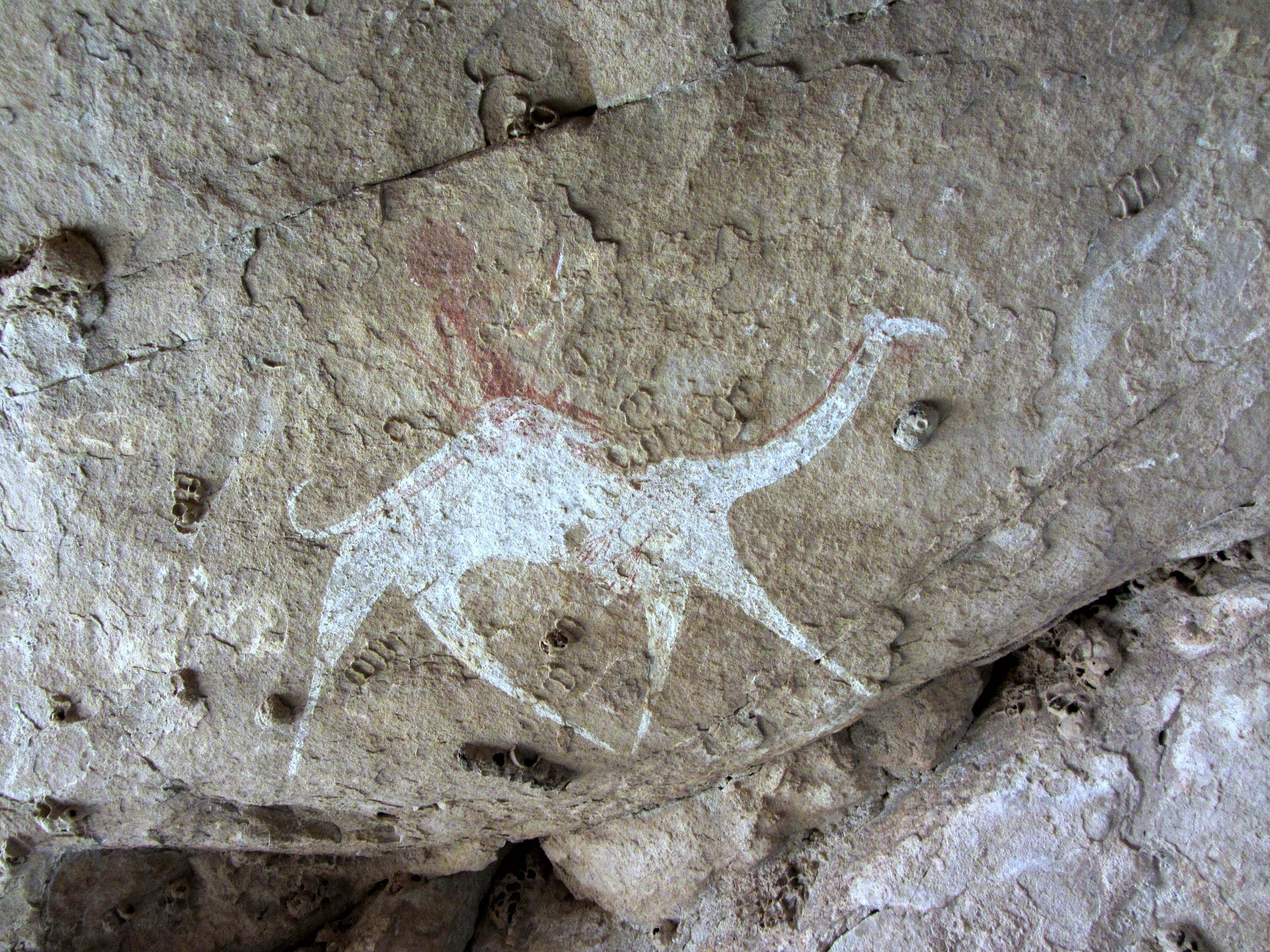
gravures rupestre sur une montagne (Ennedi).
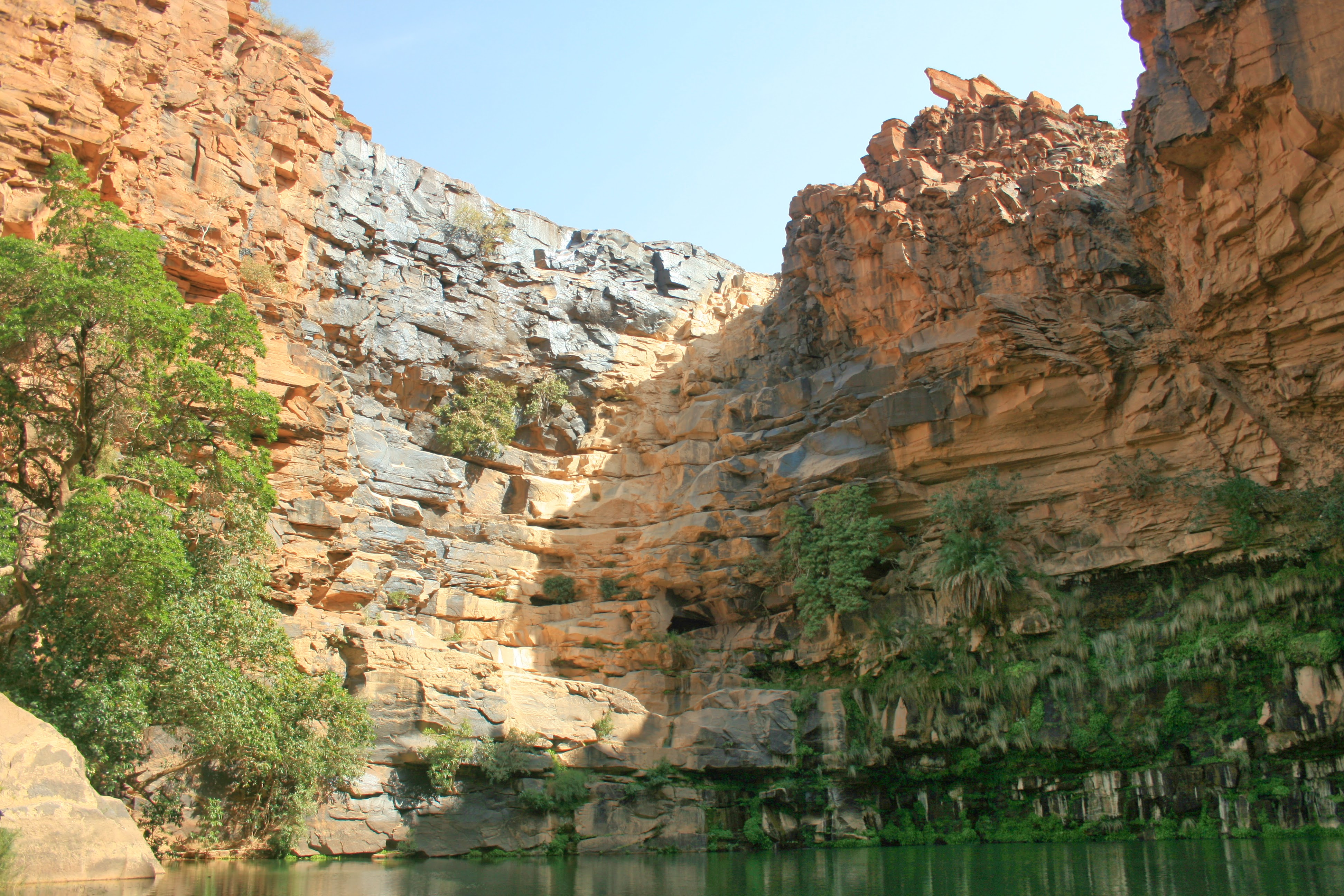
Guelta Maya, Ennedi.
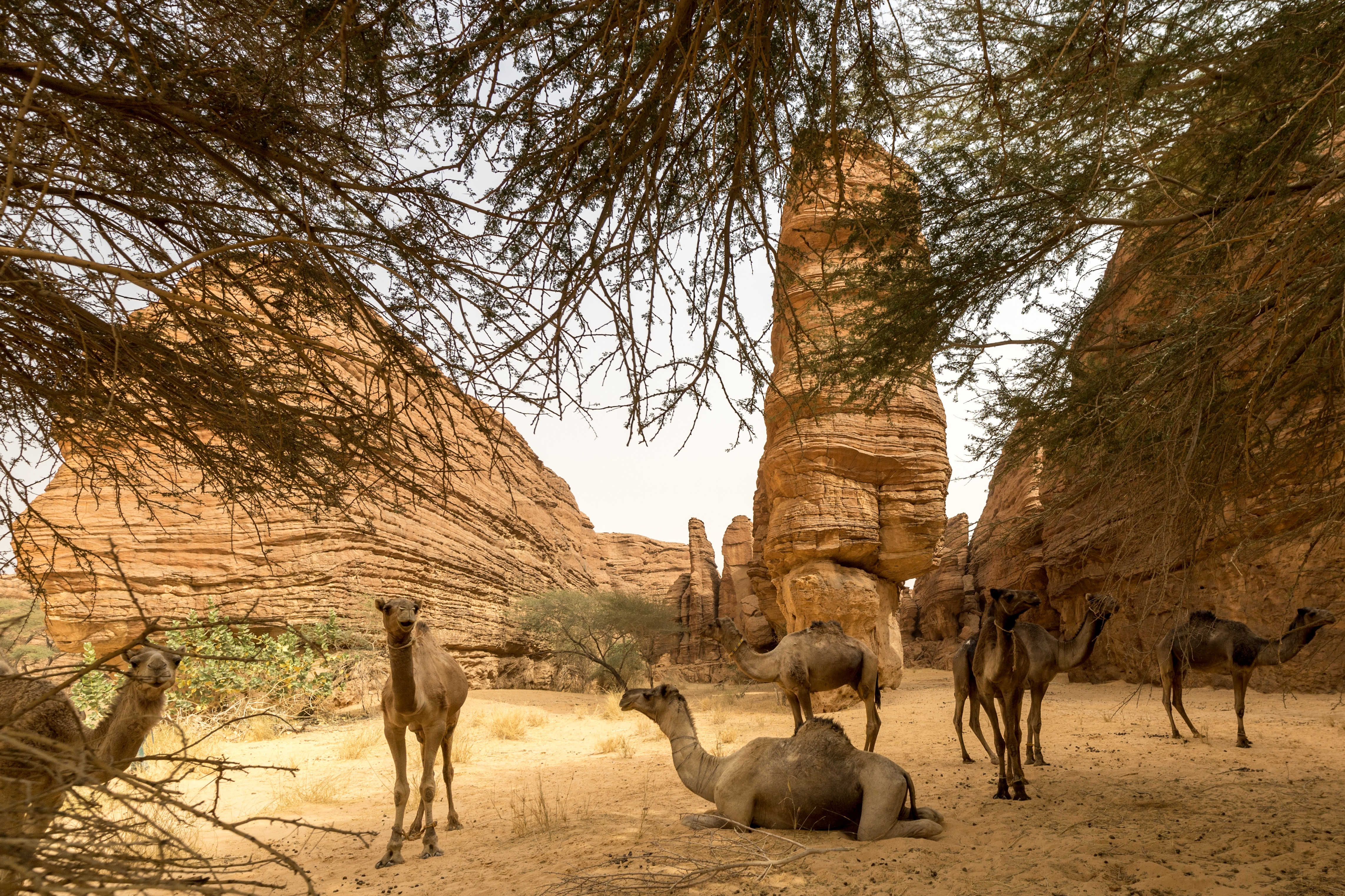
chameaux, ennedi .
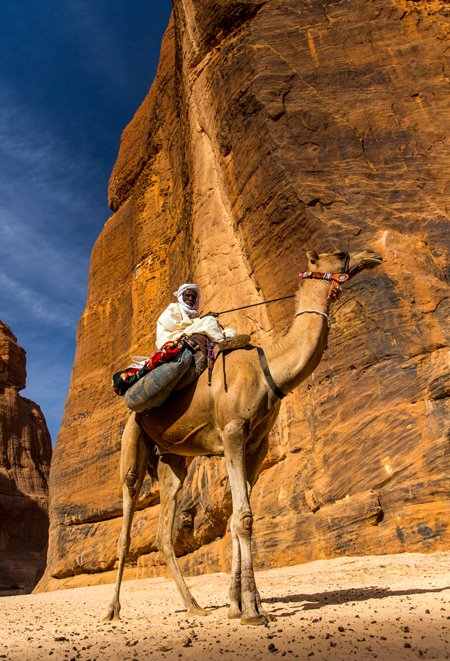
Un nomade toubou, Ennedi.
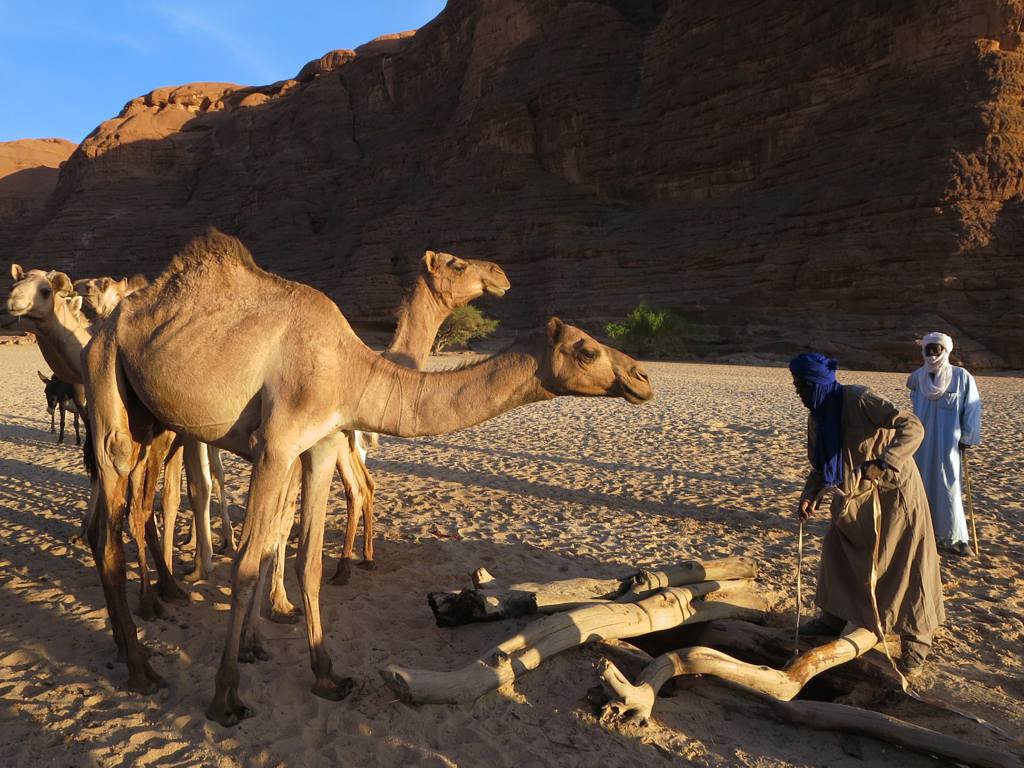
Puits d'eau, Ennedi.